# Nitrosamine

Nitrosamine.

Les nitrosamines sont une famille de composés chimiques azotées et oxydées. 
Les nitrosamines, en particulier les dérivés N-nitrosés[Quoi ?], constituent une famille de composés chimiques extrêmement dangereux. En effet, 90 % des nitrosamines ont manifesté un pouvoir cancérigène sur de nombreux organes et ceci pour toutes les espèces animales testées. Et rien ne permet de penser que l'homme puisse résister à l'activité cancérogène des composés N-nitrosés.
Au vu de ces résultats, plusieurs nitrosamines ont été classées cancérogènes 2A (cancérogènes probables) par le CIRC, et récemment[Quand ?] dans le groupe 1 (cancérogènes pour l'homme) pour le NNN (N-nitrosonornicotine (en)). Ces substances sont aussi classées cancérogènes par l’Organisation mondiale de la santé (OMS)[réf. nécessaire].

## Origine
Les nitrosamines sont formées par une réaction de nitrosation entre des nitrites ou des nitrates et des amines ou des amides.
La molécule finale correspond à l'addition d'un radical nitroso et le produit formé n'est stable qu'avec les amines secondaires.

## Synthèse
La synthèse de la nitrosamine peut se faire à partir d'une amine secondaire en présence d'acide nitreux, HNO2. En pratique, pour pouvoir ajouter de l'acide nitreux qui est instable, il faudra procéder à une préparation in situ en utilisant du nitrite de sodium NaNO2, qui libérera l'acide nitreux. L'équation de la réaction est la suivante:

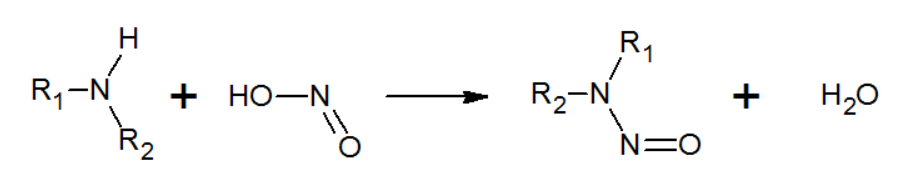
Synthèse de nitrosamine

## Voies d'exposition
Chez l'homme, l'exposition aux nitrosamines peut se produire :
- par voie digestive ;
- par voie respiratoire.

### Exposition par voie digestive
Elle peut avoir lieu par absorption d'aliments contenant déjà des nitrosamines ou par nitrosation en milieu acide au niveau de l'estomac, à partir d'aliments contenant des nitrites et d'autres contenant des amines. Par exemple, elles sont présentes dans le malt de brasserie si le touraillage a été opéré sur feu direct (procédé ancien). Les nitrites — sous forme de nitrite de sodium ou sel nitrité sodique — sont couramment employés en tant qu'additifs alimentaires dans les charcuteries, notamment dans la fabrication du jambon, ce qui lui confère entre autres atouts son attrayante couleur rosée,,. Un rapport du cabinet d'étude berlinois Civic Consulting remis à la Commission européenne en janvier 2016 confirme (page 6) que des solutions techniques permettent de se passer des additifs nitrés, mais indique également (page 6) que les industriels consultés ne sont pas favorables à cette suppression. Dans un communiqué, les industriels de la charcuterie française insistent sur ce point, qui suscite la polémique. Certains fabricants européens proposent une large gamme de produits sans nitrate ou nitrite, par exemple en Italie et en Espagne, au Danemark ou en Allemagne. Le Danemark — notamment par l'entremise du fabricant Hanegal, — propose depuis plusieurs décennies un choix de charcuteries bio certifiées exemptes de nitrites, en danois : uden nitrit. Dans la filière conventionnelle, de nombreuses charcuteries sont fabriquées sans recourir au nitrite ou au nitrate, aussi bien en fabrication traditionnelle artisanale qu'en fabrication industrielle. Parmi les exemples les plus célèbres : le jambon de Parme, le jambon de San Daniele, le véritable et très rare jambon de Corse. Il faut noter qu'en Corse, un rapport datant de 2011 réalisé par la Direction de la répression des fraudes de Haute-Corse, 90 % des charcuteries estampillées Corse sont d'origine continentale et industrielle,.  En Espagne, certains jambons dits « ibériques » sont encore fabriqués sans additif nitré mais la majorité des productions industrielles est traitée aux nitrites ou aux nitrates. En revanche, la plupart des « patas negras » authentiques échappent encore au nitritage. L'utilisation de nitrite ou de nitrate reste toutefois utile dans les fabrications effectuées par des personnes qui ne sont pas formées aux règles d'hygiène, en particulier par les charcutiers non-professionnels et par les fabricants qui ne sont pas formés aux méthodes de fabrication adaptées.

### Exposition par voie atmosphérique
Des nitrosamines ont été mises en évidence dans la fumée de tabac.
Elles sont aussi émises par certains procédés industriels et alors présentes dans certains lieux industriels de travail. 

Des nitrosamines volatiles se forment par exemple dans l'air à partir d'oxydes d'azote (issus par exemple de la combustion du gasoil dans les moteurs diesel) et d'amines secondaires utilisées dans certains procédés industriels.

Des nitrosamines volatiles ont ainsi été mises en évidence — entre autres — :
- dans l'industrie du caoutchouc (lors de l'utilisation d'agents de vulcanisation au soufre)[13] avec un risque avéré de risque de cancer augmenté[14] ;
- dans certaines fonderies (utilisant le noyautage Ashland)[13] ;
- plus anciennement, dans des tanneries[13] ;
- dans des usines de synthèse de diméthylhydrazine asymétrique (UDMH) ;
- sur les pas de tir de fusées utilisant le couple UDMH/N2O4 comme propergol[13].